# Aeros de Houston (AMH)
Pour les articles homonymes, voir Aeros de Houston.
Les Aeros de Houston sont un club de hockey sur glace professionnel qui évoluait dans l'Association mondiale de hockey de 1972 à 1978 dans la ville de Houston au Texas.

## Histoire de la franchise
Les Aeros devinrent l'une des 10 franchises originales de l'AMH lorsque la ville de Dayton en Ohio fut incapable d'accueillir les Aeros comme prévu, faute d'établissement apte à les recevoir et du manque d'intérêt de la population locale. À cause ces problèmes, le club ne s'établit pas à Dayton et fut relocalisé par le propriétaire Paul Deneau à Houston au Texas - ils y prospérèrent, devenant l'un des clubs ayant connu le plus de succès dans l'AMH. Même si l'équipe était nommé comme un hommage aux frères Orville et Wilbur Wright, les premières hommes de voler une aéroplane, le nom « Aeros » convient également à l'industrie aérospatiale d'Houston.
Les Aeros furent champions de la Division Ouest de la saison 1973-1974 de l'AMH à la saison 1976-1977 de l'AMH inclusivement, terminant seconds de cette même division en saison 1972-1973 de l'AMH et 3e de la ligue en saison 1977-1978 de l'AMH. Ils remportèrent une première fois la Coupe AVCO en saison 1973-1974 de l'AMH en battant les Cougars de Chicago, puis une seconde fois la saison suivante en disposant des Nordiques de Québec - chaque fois, ils gagnèrent en balayant l'adversaire quatre victoires contre aucune. Ils perdirent la finale de saison 1975-1976 de l'AMH face aux Jets de Winnipeg, se faisant à leur tour balayer par les Jets.
En 1977, des discussions concernant la possible fusion de 6 clubs de l'AMH avec la Ligue nationale de hockey. Houston, tout comme les Stingers de Cincinnati, les Nordiques, les Jets, les Whalers de la Nouvelle-Angleterre et les Oilers d'Edmonton, soumirent leur candidature. Après un long débat, il fut décidé que cette option serait rejetée. L'équipe fut de nouveau rejetée lorsque l'AMH tenta de nouveau de fusionner avec la LNH en 1978 et elle se vit contrainte à cesser ses activités le 6 juillet 1978. Pendant la phase finale des négociations, le propriétaire des Aeros, Kenneth Schnitzer, insista pour que soit la LNH accepte une franchise d'expansion indépendante pour Houston, soit un club existant soit relocalisé à Houston. La ligue ne prit aucune des offres en considération.
Bill Dineen fut l'entraîneur des Aeros pour la totalité de leur existence. Parmi les joueurs célèbres qui endossèrent l'uniforme bleu du club, notons Gordie Howe et ses fils Mark Howe et Marty Howe, qui devinrent la première combinaison père-fils à jouer ensemble dans le hockey professionnel.

## Fiche saison après saison
Note: MJ = Matches joués, V = Victoires, D = Défaites, N = Matches Nuls, Pts = Points, BP = Buts pour, BC = Buts contre, PIM = Minutes de punition
| Saison    | MJ | V  | D  | N | Pts | BP  | BC  | PIM  | Classement final | Séries                   |
| 1972-1973 | 78 | 39 | 35 | 4 | 82  | 284 | 269 | 1363 | 2e dans l'Ouest  | Défaite au second tour   |
| 1973-1974 | 78 | 48 | 25 | 5 | 101 | 318 | 219 | 1038 | 1er dans l'Ouest | Remportent la Coupe AVCO |
| 1974-1975 | 78 | 53 | 25 | 0 | 106 | 369 | 247 | 1257 | 1er dans l'Ouest | Remportent la Coupe AVCO |
| 1975-1976 | 78 | 53 | 27 | 0 | 106 | 341 | 263 | 1093 | 1er dans l'Ouest | Défaite en finale        |
| 1976-1977 | 80 | 53 | 27 | 0 | 106 | 320 | 241 | 1432 | 1er dans l'Ouest | Défaite au second tour   |
| 1977-1978 | 80 | 42 | 34 | 4 | 88  | 296 | 302 | 1543 | 3e de la ligue   | Défaite au premier tour  |